# Forêt nationale de Klamath
Pour les articles homonymes, voir Klamath.
La forêt nationale de Klamath, en anglais Klamath National Forest, est une forêt nationale américaine située sur la frontière de la Californie et de l'Oregon. Couvrant 7 033 km2, elle s'étend dans les comtés de Siskiyou et Jackson. Créée en 1905, l'aire protégée est gérée par le Service des forêts des États-Unis.